# فردیناند فریریک
فردیناند فریریک (انگلیسی: Ferdinand Feyerick; ۲۷ ژانویهٔ ۱۸۶۵ – ۱۲ سپتامبر ۱۹۲۰) ورزشکار شمشیربازی اهل بلژیک بود.
وی در مسابقات کشوری و بین‌المللی در مجموع برندهٔ ۱ مدال برنز شده‌است.